# Mistrzostwa Europy w Lekkoatletyce 2022 – pchnięcie kulą kobiet
Pchnięcie kulą kobiet – jedna z konkurencji technicznych rozgrywanych podczas lekkoatletycznych mistrzostw Europy na Stadionie Olimpijskim w Monachium.

## Terminarz
Źródło: european-athletics.com.
| Data        | Godzina |              |
| ----------- | ------- | ------------ |
| 15 sierpnia | 11:20   | Kwalifikacje |
| 15 sierpnia | 20:38   | Finał        |

## Rekordy
Tabela prezentuje rekord świata, rekord Europy, rekord mistrzostw Europy oraz najlepsze wyniki na listach światowych i europejskich w sezonie 2022 przed rozpoczęciem mistrzostw. Źródło: european-athletics.com, worldathletics.org.
|                          | Zawodnik         | Wynik | Miejsce   | Data                  |
| ------------------------ | ---------------- | ----- | --------- | --------------------- |
| Rekord świata            | Natalja Lisowska | 22,63 | Moskwa    | 7 czerwca 1987(dts)   |
| Rekord Europy            | Natalja Lisowska | 22,63 | Moskwa    | 7 czerwca 1987(dts)   |
| Rekord mistrzostw Europy | Wita Pawłysz     | 21,69 | Budapeszt | 20 sierpnia 1998(dts) |
| Listy światowe           | Chase Ealey      | 20,51 | Eugene    | 26 czerwca 2022(dts)  |
| Listy europejskie        | Jessica Schilder | 19,84 | Chorzów   | 6 sierpnia 2022(dts)  |

## Rezultaty

### Kwalifikacje
Awans: 18,60 m (Q) lub 12 najlepszych rezultatów (q). Źródło: european-athletics.com.
| Poz. | Grupa | Zawodniczka              | Reprezentacja   | Próby | Próby | Próby | Wynik | Uwagi |
| Poz. | Grupa | Zawodniczka              | Reprezentacja   | 1     | 2     | 3     | Wynik | Uwagi |
| ---- | ----- | ------------------------ | --------------- | ----- | ----- | ----- | ----- | ----- |
| 1.   | A     | Auriol Dongmo            | Portugalia      | 19,32 |       |       | 19,32 | Q     |
| 2.   | B     | Jessica Schilder         | Holandia        | x     | 18,31 | 18,95 | 18,95 | Q     |
| 3.   | B     | Katharina Maisch         | Niemcy          | 18,44 | x     | 18,65 | 18,65 | Q     |
| 4.   | A     | Jorinde van Klinken      | Holandia        | 18,39 | 18,62 |       | 18,62 | Q     |
| 5.   | A     | Sara Gambetta            | Niemcy          | 18,53 | 17,92 | 18,31 | 18,53 | q     |
| 6.   | A     | Axelina Johansson        | Szwecja         | 16,92 | 17,97 | x     | 17,97 | q     |
| 7.   | A     | Julia Ritter             | Niemcy          | 17,52 | 17,80 | 17,68 | 17,80 | q     |
| 8.   | B     | Fanny Roos               | Szwecja         | 17,43 | 17,79 | x     | 17,79 | q     |
| 9.   | A     | Dimitriana Bezede        | Mołdawia        | 17,53 | 17,76 | x     | 17,76 | q     |
| 10.  | B     | María Belén Toimil       | Hiszpania       | 17,09 | x     | 17,72 | 17,72 | q     |
| 11.  | B     | Jessica Inchude          | Portugalia      | 17,18 | 17,64 | 17,38 | 17,64 | q     |
| 12.  | B     | Sophie McKinna           | Wielka Brytania | 17,33 | 16,86 | 15,87 | 17,33 | q     |
| 13.  | A     | Benthe König             | Holandia        | 16,90 | x     | 17,27 | 17,27 |       |
| 14.  | B     | Klaudia Kardasz          | Polska          | 17,27 | x     | x     | 17,27 |       |
| 15.  | A     | Amelia Strickler         | Wielka Brytania | 16,62 | 16,55 | 17,20 | 17,20 |       |
| 16.  | B     | Divine Oladipo           | Wielka Brytania | x     | 17,16 | 16,81 | 17,16 |       |
| 17.  | B     | Eveliina Rouvali         | Finlandia       | x     | 16,49 | 17,07 | 17,07 |       |
| 18.  | B     | Sara Lennman             | Szwecja         | 16,92 | 16,95 | 16,76 | 16,95 |       |
| 19.  | A     | Senja Mäkitörmä          | Finlandia       | x     | 16,71 | 16,94 | 16,94 |       |
| 20.  | A     | Paulina Guba             | Polska          | 16,45 | x     | 16,66 | 16,66 |       |
| 21.  | A     | Emel Dereli              | Turcja          | 16,56 | –     | –     | 16,56 |       |
| 22.  | B     | Erna Sóley Gunnarsdóttir | Islandia        | 15,89 | 16,41 | x     | 16,41 |       |
| 23.  | B     | Pınar Akyol              | Turcja          | 14,69 | 15,67 | 15,89 | 15,89 |       |
| 24.  | A     | Sopo Szatiriszwili       | Gruzja          | 15,08 | 15,52 | 15,36 | 15,52 |       |
| –    | A     | Markéta Červenková       | Czechy          | –     | –     | –     | NM    |       |

### Finał
Źródło: european-athletics.com
| Pozycja | Zawodniczka         | Państwo         | Runda | Runda | Runda | Runda | Runda | Runda | Wynik | Uwagi |
| Pozycja | Zawodniczka         | Państwo         | 1     | 2     | 3     | 4     | 5     | 6     | Wynik | Uwagi |
| ------- | ------------------- | --------------- | ----- | ----- | ----- | ----- | ----- | ----- | ----- | ----- |
| 01 !    | Jessica Schilder    | Holandia        | 19,47 | 20,24 | 19,18 | 19,24 | 19,12 | 19,13 | 20,24 | EL,   |
| 02 !    | Auriol Dongmo       | Portugalia      | 19,29 | 19,82 | 19,01 | x     | 19,46 | 19,52 | 19,82 | NR    |
| 03 !    | Jorinde van Klinken | Holandia        | 17,03 | 18,94 | 16,99 | x     | 18,83 | 18,20 | 18,94 |       |
| 4.      | Fanny Roos          | Szwecja         | 18,35 | x     | 18,30 | x     | 17,84 | 18,55 | 18,55 |       |
| 5.      | Sara Gambetta       | Niemcy          | 18,17 | 18,48 | 18,21 | 18,40 | 18,24 | 17,61 | 18,48 |       |
| 6.      | Julia Ritter        | Niemcy          | 18,29 | 18,00 | 18,07 | 18,14 | 18,24 | 18,16 | 18,29 |       |
| 7.      | Axelina Johansson   | Szwecja         | 18,04 | 17,42 | 17,75 | 17,37 | 17,60 | 16,98 | 18,04 |       |
| 8.      | Katharina Maisch    | Niemcy          | 18,01 | x     | x     | 17,80 | x     | 17,13 | 18,01 |       |
| 9.      | Jessica Inchude     | Portugalia      | 17,24 | x     | 17,93 | NQ    | NQ    | NQ    | 17,93 |       |
| 10.     | María Belén Toimil  | Hiszpania       | 17,40 | 17,86 | 17,21 | NQ    | NQ    | NQ    | 17,86 |       |
| 11.     | Dimitriana Bezede   | Mołdawia        | 16,98 | x     | x     | NQ    | NQ    | NQ    | 16,98 |       |
| 12.     | Sophie McKinna      | Wielka Brytania | 16,29 | 15,63 | x     | NQ    | NQ    | NQ    | 16,29 |       |